# Spegazzinia tessarthra
Spegazzinia tessarthra är en svampart som först beskrevs av Berk. & M.A. Curtis, och fick sitt nu gällande namn av Pier Andrea Saccardo 1886. Spegazzinia tessarthra ingår i släktet Spegazzinia, divisionen sporsäcksvampar och riket svampar.   Inga underarter finns listade i Catalogue of Life.